# Route nationale 133
La Route Nationale 133, o RN 133, era una carretera nacional francesa que conectaba Bergerac con España a través de Mont-de-Marsan. Tras la reforma de 1972, se rebajó en la departamental Route Departamentale 933 (RD 933) excepto entre Le Caloy y Mont-de-Marsan donde el tronco común con la antigua RN 132 se convirtió en RD 932 y excepto entre Orthez y Baigts-de-Béarn donde quedó registrado el tronco común con la RN 117 (hasta 2007).
En las Landas, el Consejo General distingue oficialmente dos partes de la D 933: La D 933N (N de norte) al norte de Mont-de-Marsan y la D 933S (S de sur) entre Mont-de-Marsan y el departamento de Pyrénées-Atlantiques.

## Trazado antiguo
Las principales localidades atendidas fueron:
| De Bergerac a Marmande | De Marmande a Caloy | De Mont-de-Marsan a Orthez | De Baigts-de-Béarn a Arnéguy (frontera española) |
| --- | --- | --- | --- |
| - Bergerac (km 0) - Rouffignac-de-Sigoulès (km 8) - Fonroque (km 18) - Eymet (km 23) - Agnac (km 27) - Miramont-de-Guyenne (km 34) - Seyches (km 41) - Virazeil (km 52) - Marmande (km 56) | - Marmande (km 56) - Casteljaloux (km 80) - Pompogne (km 87) - Houeillès (km 94) - Estigarde (km 117) - San Justino (km 128) - Le Caloy, municipio de Saint-Avit (km 146) | - Mont-de-Marsan (km 157) - Saint-Sever (desviado a carriles 2×2 desde 2007) (km 170) - Dumes (km 177) - Hagetmau (km 183) - Momuy (km 189) - Castaignos-Souslens (km 193) - Sault-de-Navailles (desvío en curso) (km 197) - Sallespisse (km 202) - Orthez (km 208) | - Baigts-de-Béarn (km 215) - Salies-de-Béarn (km 226) - Sauveterre-de-Béarn (desviado desde 2002 ) (km 236) - Guinarthe, municipio de Guinarthe-Parenties (km 237) - Saint-Palais (desviado desde 2005 ) (km 247) - Uhart-Mixe (km 254) - Larceveau, municipio de Larceveau-Arros-Cibits (km 263) - Lacarre (km 270) - Saint-Jean-le-Vieux (km 274) - Saint-Jean-Pied-de-Port (km 278) - Arnéguy (km 285) -- FRONTERA ( España) -- - Valcarlos intersección N-135 hacia el Puerto de Ibañeta-Roncesvalles y Pamplona (km 286) |